# Tovomita secunda
Tovomita secunda är en tvåhjärtbladig växtart som beskrevs av Eduard Friedrich Poeppig, Jules Émile Planchon och Triana. Tovomita secunda ingår i släktet Tovomita och familjen Clusiaceae. Inga underarter finns listade i Catalogue of Life.